# Finchley
Finchley est un quartier du nord de Londres, Angleterre, dans le district de Barnet. C'est un quartier principalement résidentiel.
Finchley est desservie par trois stations de métro, toutes desservies par la Northern line, et appelées d'après leurs situations géographiques ; East Finchley, Finchley Central, et West Finchley.

## Histoire
Le nom Finchley est derivé du vieil anglais et signifie « bois des pinsons » (en anglais finches).
Margaret Thatcher, ancien Premier ministre du Royaume-Uni, a été députée au Parlement pour la circonscription de Finchley de 1959 à 1992.
L'église paroissiale de Finchley, St Mary-at-Finchley, date au XIIIe siècle. Le marin et réformiste John Cartwright y est enterré.
James Frost, cimentier anglais du XVIIIe siècle qui inventa le processus de développement du Ciment Portland, est né à Finchley.

## Galerie

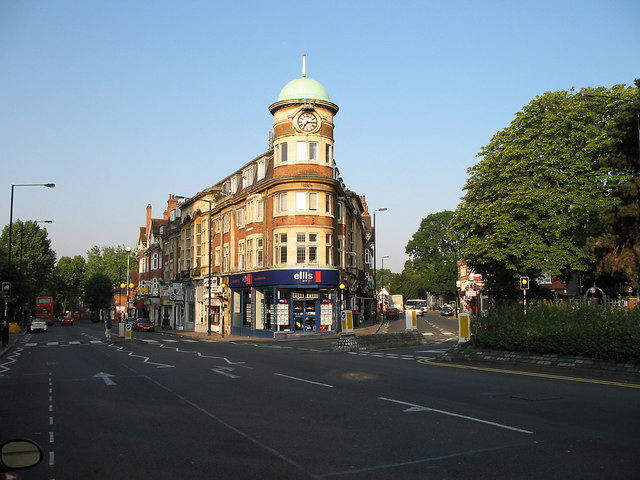
Quartier de Finchley en 2006.
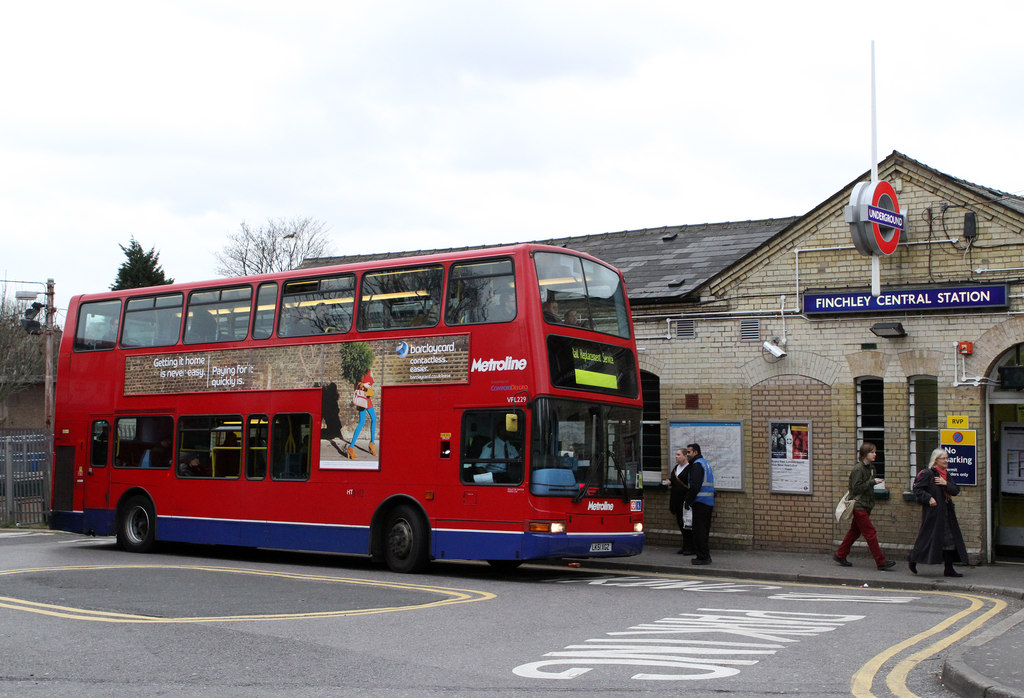
Station de métro de Finchley Central en 2011.
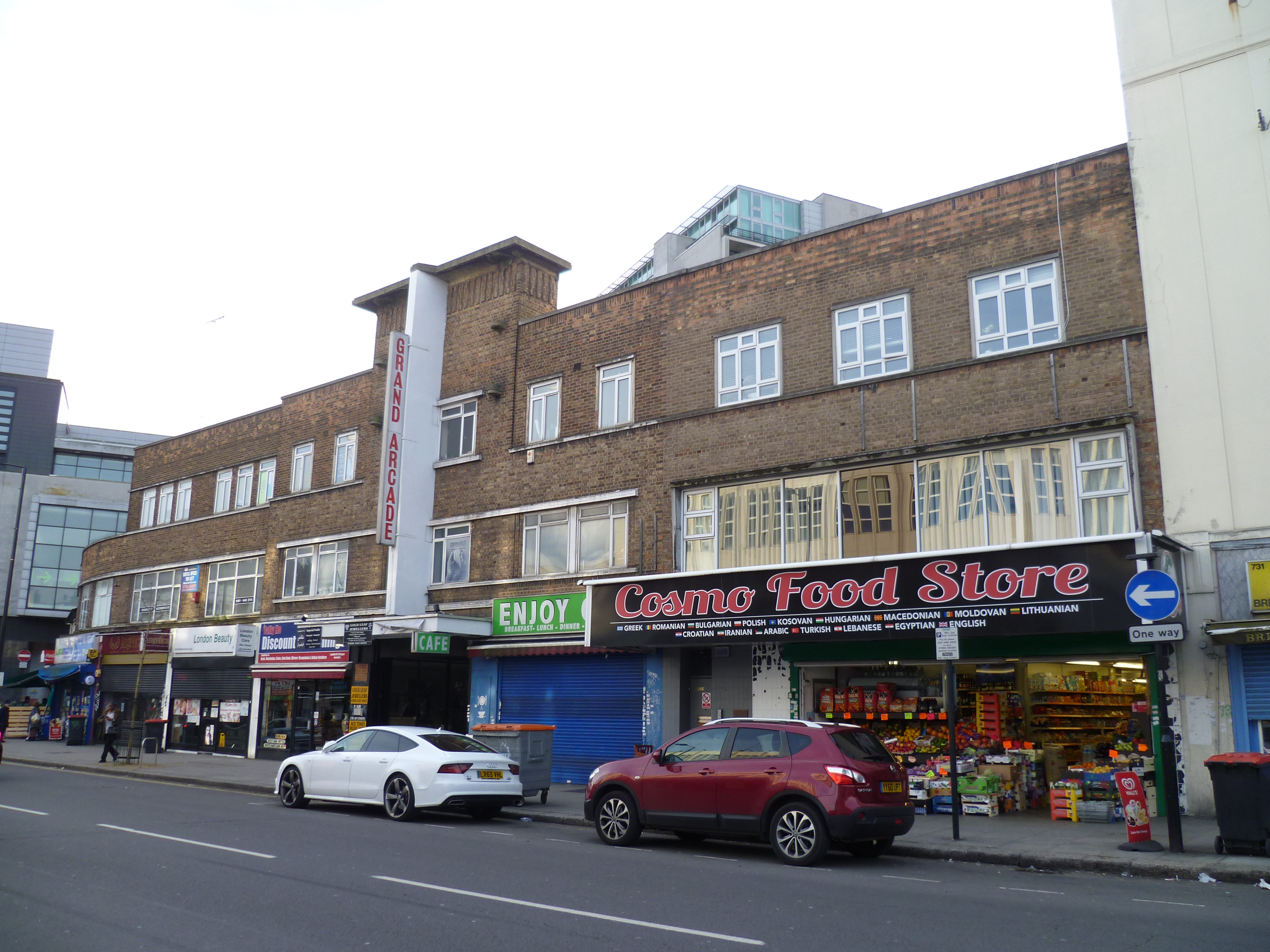
Grand Arcade dans le quartier de North Finchley en 2016.
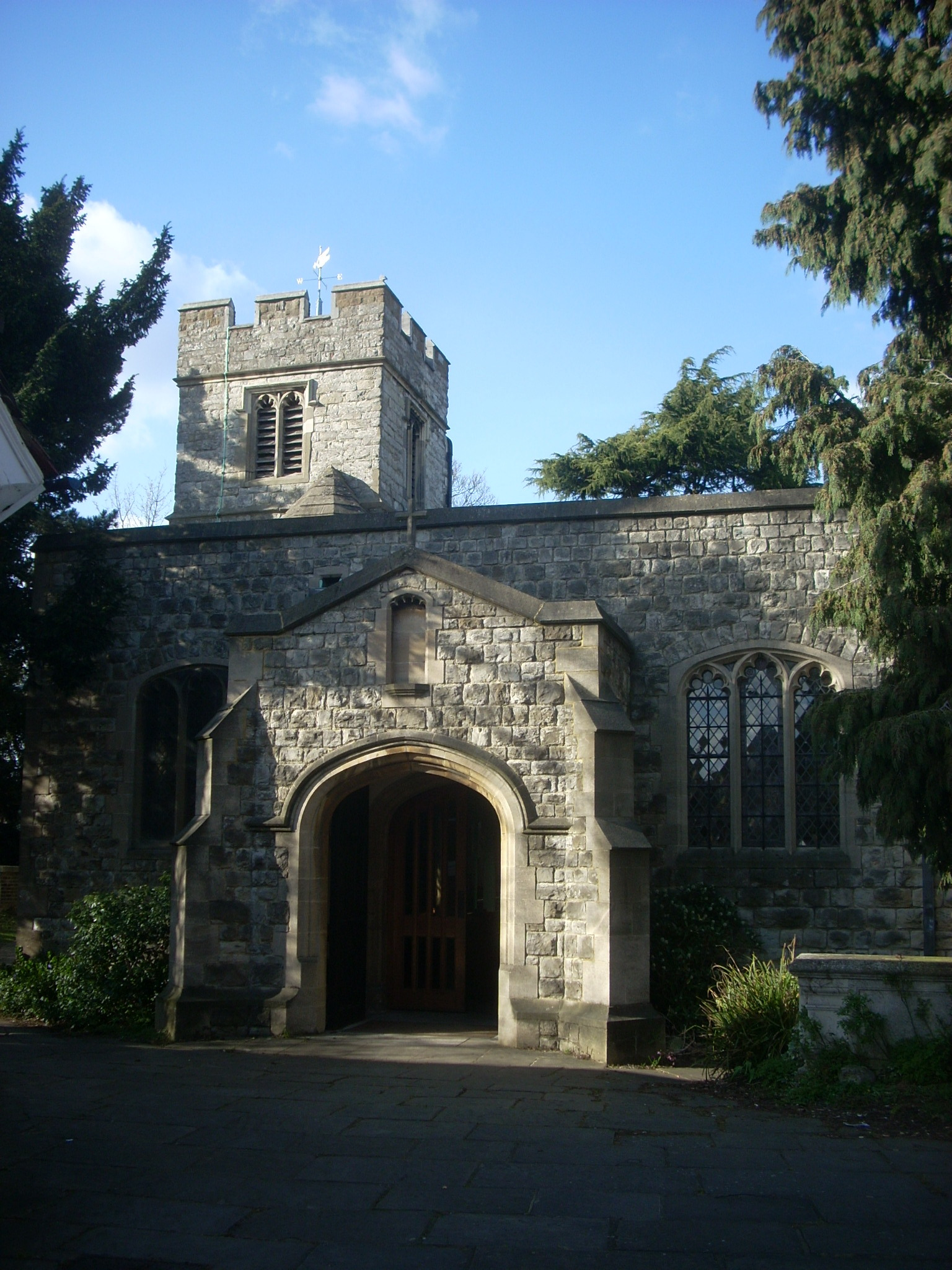
St Mary-at-Finchley, l'église paroissiale de la ville.

## Personnalités liées
- Thomas Richard Williams (1824-1871), photographe professionnel, l'un des pionniers de la stéréoscopie, y est mort.